# Великокошелівська сільська рада
Великокошелі́вська сільська́ ра́да — адміністративно-територіальна одиниця та орган місцевого самоврядування в Ніжинському районі Чернігівської області. Адміністративний центр — село Велика Кошелівка.

## Загальні відомості
Великокошелівська сільська рада утворена у 1919 році.
- Територія ради: 57,8 км²
- Населення ради: 785 осіб (станом на 2001 рік)

## Населені пункти
Сільській раді були підпорядковані населені пункти:
- с. Велика Кошелівка

## Склад ради
Рада складалася з 12 депутатів та голови.
- Голова ради: Соломаха Олександр Анатолійович
- Секретар ради: Шемендюк Софія Дмитрівна

### Керівний склад попередніх скликань
| Прізвище, ім'я, по батькові     | Основні відомості                                    | Дата обрання | Дата звільнення |
| ------------------------------- | ---------------------------------------------------- | ------------ | --------------- |
| Зубок Володимир Іванович        | Сільський голова, 1961 року народження, безпартійний | 26.03.2006   | 31.10.2010      |
| Соломаха Олександр Анатолійович | Сільський голова, 1974 року народження, освіта вища  | 31.10.2010   |                 |

Примітка: таблиця складена за даними сайту Верховної Ради України

### Депутати
За результатами місцевих виборів 2010 року депутатами ради стали:

#### За суб'єктами висування
| Суб'єкт висування           | Кількість обраних депутатів | %    |
| --------------------------- | --------------------------- | ---- |
| Самовисування               | 10                          | 83,3 |
| Комуністична партія України | 2                           | 16,7 |

#### За округами
| № округу                    | Прізвище, ім'я, по батькові    | Дата визнання обраним | Освіта  | Партійна приналежність                        | Відомості про обраного депутата                            |
| --------------------------- | ------------------------------ | --------------------- | ------- | --------------------------------------------- | ---------------------------------------------------------- |
| Комуністична партія України |                                |                       |         |                                               |                                                            |
| 10                          | Грицеенко В'ячеслав Гаврилович | 04.11.2010            | середня | член Комуністичної партії України             | пенсіонер                                                  |
| 12                          | Горобей Любов Василівна        | 04.11.2010            | середня | позапартійна                                  | тимчасово не працює                                        |
| Самовисування               |                                |                       |         |                                               |                                                            |
| 1                           | Койдан Юрій Анатолійович       | 04.11.2010            | середня | позапартійний                                 | тимчасово не працює                                        |
| 2                           | Шемендюк Софія Дмитрівна       | 04.11.2010            | середня | позапартійна                                  | Великокошелівська сільська рада, секретар                  |
| 3                           | Лісовий В'ячеслав Миколайович  | 04.11.2010            | вища    | член Всеукраїнського об'єднання «Батьківщина» | Великокошелівська загальноосвітня школа I-III ст., вчитель |
| 4                           | Падалка Валентина Іванівна     | 04.11.2010            | середня | член Всеукраїнського об'єднання «Батьківщина» | Великокошелівська сільська рада, технічний працівник       |
| 5                           | Глушко Володимир Сергійович    | 04.11.2010            | середня | член Всеукраїнського об'єднання «Батьківщина» | ВАТ «Укртелеком», електромонтер                            |
| 6                           | Ярешко Людмила Михайлівна      | 04.11.2010            | вища    | позапартійна                                  | Великокошелівська сільська рада, секретар                  |
| 7                           | Горбей Галина Петрівна         | 04.11.2010            | середня | член Всеукраїнського об'єднання «Батьківщина» | тимчасово не працює                                        |
| 8                           | Куранта Тетяна Василівна       | 04.11.2010            | середня | член Всеукраїнського об'єднання «Батьківщина» | сільський клуб с. В.Кошелівка, завідувачка                 |
| 9                           | Соломаха Наталія Петрівна      | 04.11.2010            | середня | позапартійна                                  | Великокошелівське СТ, оргінструктор                        |
| 11                          | Козинець Світлана Олексіївна   | 04.11.2010            | вища    | позапартійна                                  | Великокошелівська загальноосвітня школа I-III ст., вчитель |